# Гаррі Грейшн
Гаррі Джон Ґрейшон, MBE, DL (22 жовтня 1950 — 24 червня 2022)  — англійський журналіст і телеведучий. Він був одним з головних ведучих програми регіонального журналу BBC Yorkshire Look North .

## Раннє життя
Гаррі Джон Ґрейшон народився в Бредфорді, Західний Райдінг, Йоркшир, у сім'ї Ніни (уродженої Сміт) і Морріса Ґрейшн, Ґрейшон виріс у одному з них у цьому місті.   Його батько був хіміком, який був менеджером у міському магазині Boots, і просування по службі привело сім'ю спочатку до Лідса, а потім до Йорка .   Грейшн здобув освіту в гімназії Лідса та в школі Святого Петра в Йорку  , а після закінчення навчання він спочатку провів п'ять років як вчитель історії, а потім очолив кафедру історії в Академії Роділліана  . школа в Лофтхаусі, поблизу Лідса . 

## Кар'єра
Ще викладаючи, Ґрейшон став спортивним коментатором ігор ліги регбі, що призвело до тримісячного контракту з BBC. Потім він пішов у відставку з викладацької посади і перейшов на постійне мовлення, коли приєднався до BBC Radio Leeds у 1978 році   .
Ґрейшон почав представляти Look North у 1982 році  До 2018 року Ґрейшон вів мовлення на BBC протягом 40 років,  хоча у нього був час на BBC South Today, де він виступав разом із Саллі Тейлор у період з 1995 по 1999 рік  . Він виступав разом із Джудіт Стемпер,  Клер Фрісбі, Крістою Екройд, а його останнім співведучим була Емі Гарсія. 
Він з'явився на популярному британському розважальному телевізійному шоу Top Gear у 2010 році. Під час нібито репортажу з Брейтуелла Джеремі Кларксон розбиває Reliant Robin у фоновому режимі. 
Ґрейшон був призначений кавалером ордена Британської імперії (MBE) у 2013 році в честь Дня народження за заслуги перед мовленням.  
Ґрейшон регулярно з'являлася в щорічній різдвяній пантомімі в Йоркському королівському театрі у зйомках з його головним сценаристом Бервіком Калером.  У постановці «Попелюшки» 2016 року він з’явилася у жіночій білизні. 
13 жовтня 2020 року Ґрейшон оголосив про свою відставку з BBC.  Останній раз як головний ведучий з'явився на Look North відбувся 21 жовтня 2020 року, за день до свого 70-річчя. 

## Державна посада
У грудні 2009 року Ґрейшон пішов по стопах свого колеги з Look North і мера села Ветванг, Пола Хадсона, коли його оголосили почесним мером міста Берн (англ. Burn), що у Північному Йоркширі. У червні 2018 року Ґрейшон провів весілля між Кілі Донован і Джонні І'Енсоном в Нересборо (англ. Knaresborough); Донован є ведучим і репортером погоди Look North, а І'Енсон веде мовлення для BBC. 
Він був заступником лейтенанта Північного Йоркшира. 

## Особисте життя
Ґрейшон одружувався тричі і мав шестеро дітей.   Він раптово помер 24 червня 2022 року в 71 рік. 

## зовнішні посилання
- Гаррі Грейшн на сайті IMDb (англ.)
- BBC presenter profile.
- TV Newsroom
- Returning to the BBC Leeds studio in 1999